# Kari Øyre Slind
Kari Øyre Slind (* 22. Oktober 1991) ist eine norwegische Skilangläuferin.

## Werdegang
Slind gewann 2010 bei den Junioren-Weltmeisterschaften in Hinterzarten Bronze im Sprint und wurde Weltmeisterin mit der Staffel. Am 11. März 2010 gab sie in Drammen im Sprint ihr Debüt im Skilanglauf-Weltcup, das sie auf Platz 36 beendete. Ihre ersten Weltcuppunkte gewann sie im Dezember 2010 mit Platz 22 im Sprint in Düsseldorf. Bei den Junioren-Weltmeisterschaften 2011 in Otepää wurde Slind erneut Staffelweltmeisterin und gewann im Sprint und über 5 km Freistil jeweils die Silbermedaille. Im Februar 2011 erreichte sie in Drammen Rang 22 im Sprint und stellte damit ihre Weltcupbestplatzierung ein. Im Dezember 2011 wurde Slind Dritte beim Scandinavian Cup in Vuokatti über 2,5 km Freistil. Mit Rang drei über 10 km Freistil erzielte sie ihre nächste Podestplatzierung im Scandinavian Cup im Dezember 2012 in Sjusjøen. Beim Scandinavian Cup in Östersund im Januar 2013 wurde Slind Fünfte über 10 km klassisch und Vierte im 10-km-Freistil-Rennen. Bei den anschließenden U23-Weltmeisterschaften in Liberec gewann sie die Bronzemedaille im Skiathlon. Im März 2015 wurde sie zusammen mit Astrid Øyre Slind und Silje Øyre Slind norwegische Meisterin in der Staffel. In der Saison 2015/16 belegte sie den 16. Platz bei der Nordic Opening in Ruka und den 18. Rang bei der Tour de Ski 2016. Zum Saisonende errang sie den 15. Platz bei der Ski Tour Canada und erreichte den 20. Platz im Gesamtweltcup und den 16. Rang im Distanzweltcup. In der Saison 2016/17 errang sie den 26. Platz bei der Weltcup-Minitour in Lillehammer und bei den norwegischen Meisterschaften in Gålå jeweils den zweiten Platz über 5 km Freistil und über 30 km klassisch.
In der Saison 2018/19 belegte Slind den 24. Platz beim Lillehammer Triple, den neunten Rang bei der Tour de Ski 2018/19 und den 25. Platz beim Weltcupfinale in Québec und errang damit den 23. Platz im Gesamtweltcup und auf den 19. Rang im Distanzweltcup. Ende Januar 2019 wurde sie bei den norwegischen Meisterschaften Erste mit der Staffel und Dritte im Skiathlon und Ende März 2019 zusammen mit Silje Øyre Slind Dritte im Teamsprint.

## Privates
Ihre Schwestern Silje Øyre Slind und Astrid Øyre Slind sind ebenfalls Skilangläuferinnen. Sie gewannen als Staffel mehrfach Gold bei den norwegischen Meisterschaften.

## Medaillen bei nationalen Meisterschaften
- 2013: Bronze mit der Staffel
- 2015: Gold mit der Staffel
- 2017: Silber über 5 km, Silber über 30 km
- 2018: Silber im Teamsprint
- 2019: Gold mit der Staffel, Bronze im Skiathlon, Bronze im Teamsprint
- 2024: Gold mit der Staffel

## Platzierungen im Weltcup

### Weltcup-Statistik
Die Tabelle zeigt die erreichten Platzierungen im Einzelnen.
- 1.–3. Platz: Anzahl der Podiumsplatzierungen
- Top 10: Anzahl der Platzierungen unter den ersten zehn
- Punkteränge: Anzahl der Platzierungen innerhalb der Punkteränge
- Starts: Anzahl gelaufener Rennen in der jeweiligen Disziplin
- Hinweis: Bei den Distanzrennen erfolgt die Einordnung gemäß FIS.

| Platzierung               | Distanzrennen a | Distanzrennen a | Distanzrennen a | Distanzrennen a | Distanzrennen a | Skiathlon Verfolgung | Sprint | Etappen- rennen b | Gesamt | Team   | Team    |
| Platzierung               | ≤ 5 km          | ≤ 10 km         | ≤ 15 km         | ≤ 30 km         | > 30 km         | Skiathlon Verfolgung | Sprint | Etappen- rennen b | Gesamt | Sprint | Staffel |
| ------------------------- | --------------- | --------------- | --------------- | --------------- | --------------- | -------------------- | ------ | ----------------- | ------ | ------ | ------- |
| 1. Platz                  |                 |                 |                 |                 |                 |                      |        |                   |        |        |         |
| 2. Platz                  |                 |                 |                 |                 |                 |                      |        |                   |        |        |         |
| 3. Platz                  |                 |                 |                 |                 |                 |                      |        |                   |        |        |         |
| Top 10                    | 2               | 4               | 1               |                 |                 | 3                    |        | 1                 | 11     |        | 3       |
| Punkteränge               | 3               | 18              | 3               | 3               |                 | 15                   | 6      | 7                 | 55     | 1      | 3       |
| Starts                    | 3               | 22              | 3               | 4               |                 | 15                   | 19     | 8                 | 74     | 1      | 3       |
| Stand: Saisonende 2019/20 |                 |                 |                 |                 |                 |                      |        |                   |        |        |         |

### Weltcup-Gesamtplatzierungen
| Saison  | Gesamt | Gesamt | Distanz | Distanz | Sprint | Sprint |
| Saison  | Punkte | Platz  | Punkte  | Platz   | Punkte | Platz  |
| ------- | ------ | ------ | ------- | ------- | ------ | ------ |
| 2010/11 | 18     | 88.    | -       | -       | 18     | 60.    |
| 2015/16 | 465    | 20.    | 318     | 16.     | 1      | 69.    |
| 2016/17 | 73     | 59.    | 63      | 37.     | -      | -      |
| 2017/18 | 95     | 57.    | 95      | 28.     | -      | -      |
| 2018/19 | 334    | 23.    | 174     | 19.     | 18     | 51.    |
| 2019/20 | 43     | 68.    | 36      | 47.     | 7      | 74.    |